# 鳴瀧幸恭

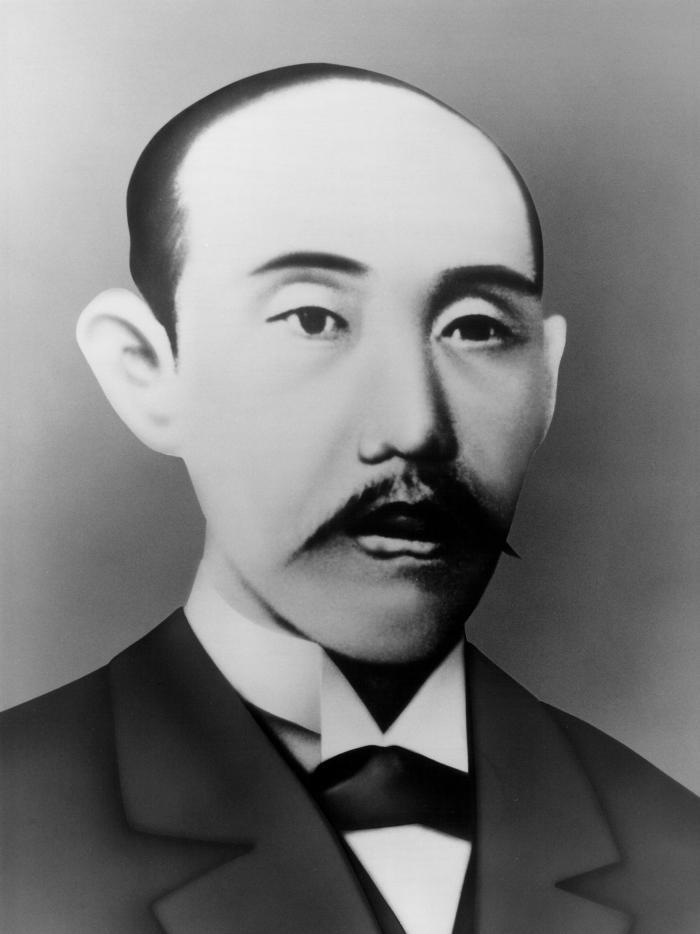
鳴瀧幸恭

鳴瀧 幸恭（なるたき ゆききよ、1849年2月5日（嘉永2年1月13日）- 1925年（大正14年）10月31日）は、日本の政治家。初代神戸市長（在任：1889年5月21日 - 1901年5月20日）。市営の上水道事業実現に取り組み、「水道市長」と呼ばれた。京都府出身。

## 生涯
1849年（嘉永2年）、京都に生まれる。生家は寺侍であった。東京帝国大学卒業後、1873年から兵庫県で小学校教員、県警視課職員、検事補（1881年（明治14年））などを務める。その後兵庫県知事内海忠勝の下で庶務課長として頭角を現した鳴瀧は内海の懐刀と呼ばれるようになり、神戸区長に任命された。この時内海からは市制施行への準備を指示されており、市制施行後の1889年（明治22年）5月にそのまま神戸市初代市長に就任した。
市長就任当時、神戸市は急速な都市化への対応を迫られており、とりわけ飲料水確保のため上水道の建設が課題として持ち上がっていた。神戸では1877年（明治10年）以降、度々コレラが発生していたが、そのことと飲料水の確保を井戸水に頼っていたこととの関連が指摘され続けていた。
兵庫県は市制施行前の1887年（明治20年）にヘンリー・S・パーマー（横浜で水道工事を計画・指揮）に上水道建設を打診して以降上水道建設に向けて動いていたが、財政難を抱える神戸区（神戸市）にとって数十万円にのぼる工事費がネックとなった。
1889年（明治22年）の市会で水道事業は市営とし当面は調査するという結論が出ると、鳴瀧は市会議員への説明を重ね、1893年（明治26年）7月の市会でようやく関連条例案を成立させた。
工事の起工式が行われたのはさらに4年後の1897年（明治30年）5月で、1900年（明治33年）に市内への給水が開始された。当初115万円であった予算額は392万円に膨れ上がり、鳴瀧は市会で厳しい追及を受けた。鳴瀧は「水道市長」と呼ばれ、烏原堰堤取水口に功労者として名前が刻まれている。
1901年（明治34年）5月20日をもって市長を退任した後は、神戸銀行、兵庫県農工銀行、神戸信託の頭取を務めた。1902年（明治35年）、須磨浦尋常小学校創立に加わった。1925年（大正14年）死去。